# 쓰쿠바 대학 육지환경연구센터

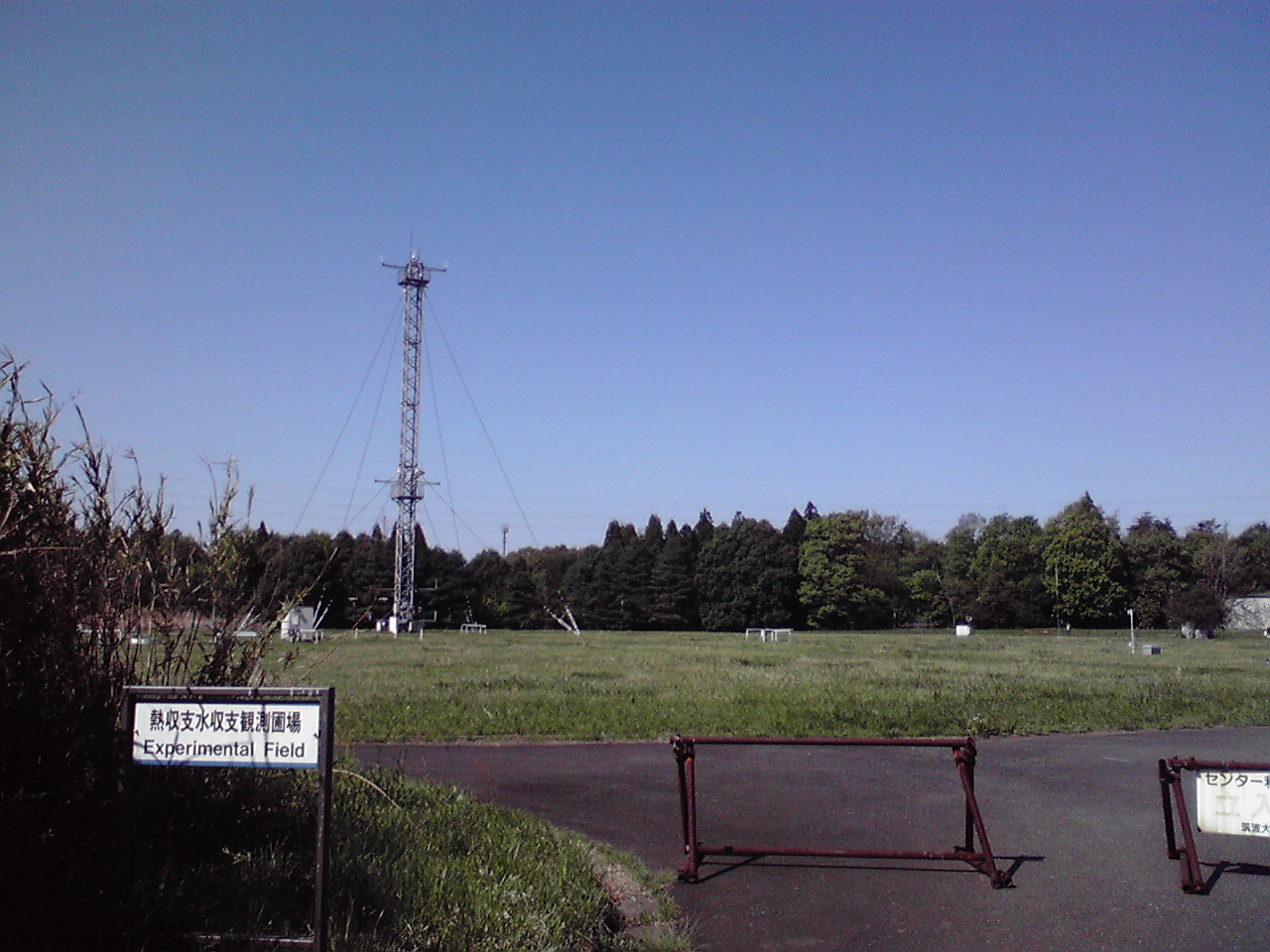

쓰쿠바 대학 육지환경연구센터(筑波大学　陸域環境研究センター, Terrestrial Environment Research Center, University of Tsukuba)는 이바라키현 쓰쿠바시의 쓰쿠바 대학 쓰쿠바 캠퍼스에 위치한 지형학, 기상학, 수문학, 생태학에 관한 연구와 교육을 하는 시설이다. 약칭은 TERC.

## 연혁
쓰쿠바 대학이 설립될 당시에 만들어진 대형 연구시설 중 하나이다. 전신인 동경교육대학 이학부의 지리학교실이 해오던 실험적인 하천지형연구나 기상, 수문관측을 해오던 수리실험센터 (Environment Research Center) 가 1975년에 설립되었고, 2000년도에 조직개편을 통해 지금의 육지환경연구센터로 명칭을 변경하였다. 일본 최대급의 대형수로 (길이 160 m) 와 직경 160 m 의 수문 기상관측 시설이 있는 관측 필드가 있으며, 물과 열수지 관측을 계속 해오고 있으며, 그 데이터는 홈페이지를 통해 공개되고 있다.

## 시설
연구실동 외에 다음과 같은 시설이 있다.
물과 열수지 관측 필드
직경 160 m 의 원형 필드로 자연초지 상태이다. 필드의 중심부에는 30 m 높이의 관측타워가 있으며 여기서 관측된 데이터(풍향, 풍속, 바람과 지면의 마찰계수, 열수송량) 등은 무선랜을 통해 데이터실로 전송되어 5분마다 육지환경연구센터의 홈페이지에서 공개하고 있다.
대형수로시설
일본 최대급의 수로를 포함한 세 개의 조류 수로 시설이 있다. 가장 큰 수로(길이 160 m, 폭 4 m, 깊이 2 m, 경사 1/100)는 1977년에 만들어졌으며 30년 이상 하천연구에 이용되고 있다. 수로는 물과 퇴적물이 순환하는 시스템이며 장시간의 하천지형 실험이 가능하다.